# University of Illinois Chicago

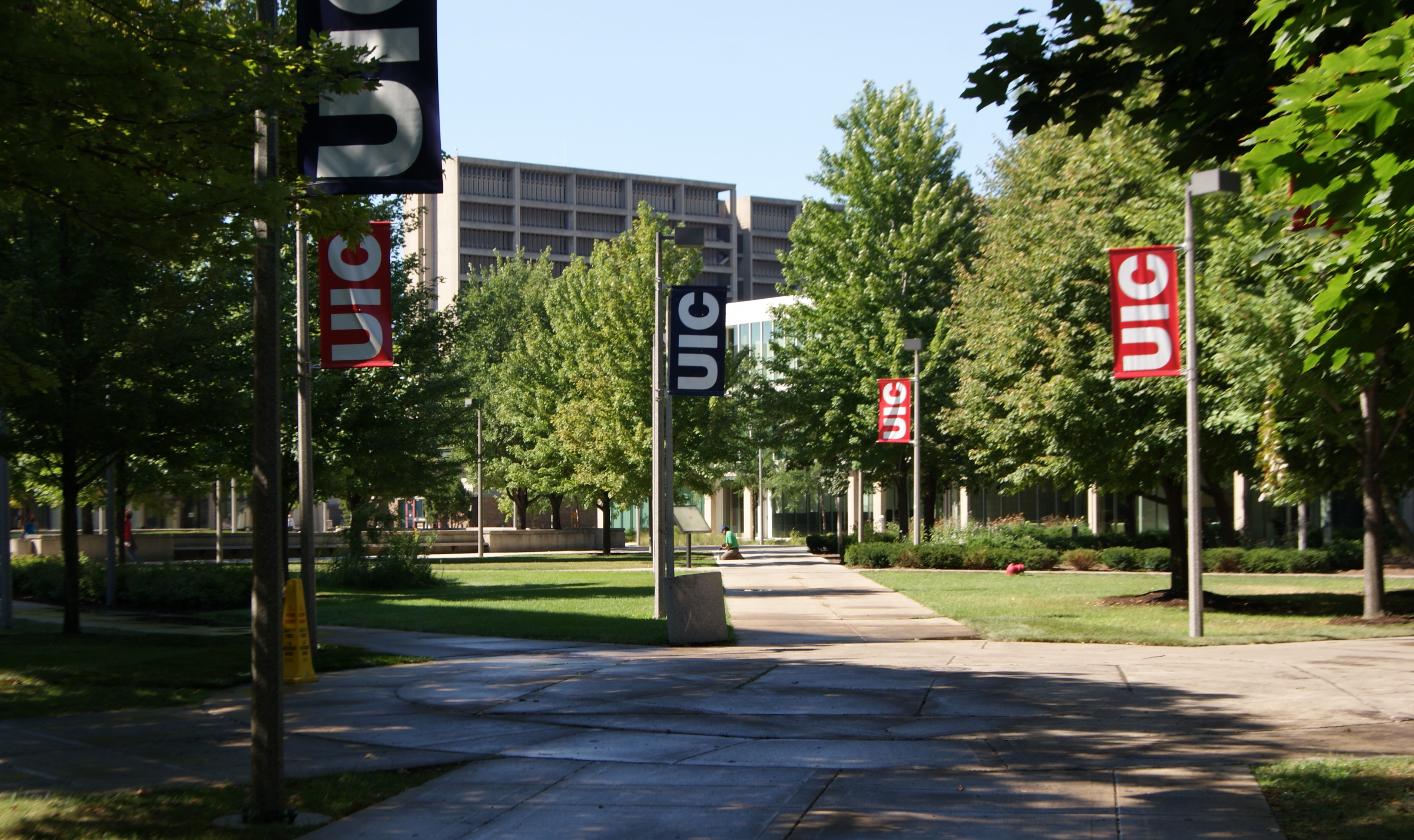
University of Illinois Chicago.

University of Illinois Chicago är ett forskningsuniversitet i Chicago i Illinois i USA med 16 fakulteter och 34 000 studenter.

## Källa
1. ↑  https://www.uic.edu University of Illinois Chicago